# Partido Nacional Socialista de los Obreros y Trabajadores Agrícolas Húngaros
El Partido Nacional Socialista de los Obreros y Trabajadores Agrícolas Húngaros (en húngaro: Magyar Nemzeti Szocialista Földmunkás és Munkáspárt, MNSZFMP) fue un partido político de extrema derecha en Hungría a finales de los años treinta.

## Historia
El grupo se estableció el 16 de julio de 1932 como un grupo escindido del Partido Independiente de los Pequeños Propietarios bajo Zoltán Meskó. Este partido apeló específicamente a los campesinos sin tierra. En poco tiempo absorbió al Partido Nacionalsocialista Húngaro original y sus seguidores fueron conocidos como "Camisas Verdes" por sus uniformes distintivos.
Adoptaron la Cruz Flechada como su símbolo, aunque otros emblemas utilizados incluían la esvástica. Durante un breve periodo de tiempo usaron camisas marrones antes de ser reemplazadas por un uniforme de camisa verde más familiar. Aunque estaba estrechamente asociado con la tendencia nazi en la política húngara, el grupo era considerado uno de sus representantes menos radicales y era consistentemente leal a la Regencia de Miklós Horthy.
El partido concurrió por primera vez a las elecciones nacionales de 1939, ganando tres escaños en las elecciones parlamentarias ese año. Tras el estallido de la Segunda Guerra Mundial, el partido no se presentó a ninguna otra elección. No logró desarrollar ningún tipo de seguimiento de masa.

## Resultado en las elecciones

### Asamblea Nacional
| Elecciones | Votos  | % | Escaños | Posición | Gobierno        |
| ---------- | ------ | - | ------- | -------- | --------------- |
| 1939       | 36.137 | 1 | 3/260   | 11º      | En la oposición |